# Robert B. Wilson
Robert Butler "Bob" Wilson, Jr. (Geneva, 16 de maio de 1937) é um economista estadunidense e Distinto Professor de Administração, Emérito da Universidade Stanford. Em 2020, Wilson recebeu o Prémio de Ciências Económicas em Memória de Alfred Nobel, junto com seu colega de Stanford, Paul Milgrom, "por melhorias na teoria do leilão e invenções de novos formatos de leilão".
Wilson é conhecido por suas contribuições para a ciência da administração e economia empresarial. Sua tese de doutorado introduziu a programação quadrática sequencial, que se tornou um método iterativo líder para a programação não linear. Com outros economistas matemáticos da Stanford Business School, ele ajudou a reformular a economia da organização industrial e a teoria da organização usando a teoria dos jogos não cooperativos. Sua pesquisa sobre preços não lineares influenciou as políticas para grandes empresas, especialmente no setor de energia, especialmente eletricidade.

## Carreira acadêmica
Wilson nasceu em 16 de maio de 1937 em Geneva, Nebraska. Ele se formou em um colegial em Nebraska e ganhou uma bolsa integral para a Universidade Harvard. Ele recebeu seu A.B. do Harvard College em 1959. Ele então completou seu M.B.A. em 1961 e seu D.B.A. em 1963, da Harvard Business School. Ele trabalhou na Universidade da Califórnia em Los Angeles por um breve período e depois ingressou no corpo docente da Universidade Stanford. Ele faz parte do corpo docente da Stanford Graduate School of Business desde 1964. Ele também foi membro do corpo docente afiliado da Harvard Law School de 1993 a 2001.

## Pesquisa
Wilson é conhecido por sua pesquisa e ensino sobre o design de mercado, preços, negociação e tópicos relacionados à organização industrial e economia da informação. Ele é um especialista em teoria dos jogos e suas aplicações. Ele tem contribuído muito para projetos de leilões e estratégias de licitação competitiva nas indústrias de petróleo, comunicação e energia, e para o projeto de esquemas de preços inovadores. Seu trabalho de precificação de serviços prioritários de energia elétrica foi implementado no setor de serviços públicos. O artigo de Wilson, “The Theory of the Syndicates”, , publicado na Econometrica em 1968, influenciou toda uma geração de estudantes de economia, finanças e contabilidade. O artigo apresenta uma questão fundamental: sob quais condições a representação da utilidade esperada descreve o comportamento de um grupo de indivíduos que escolhe loterias e compartilha o risco de uma forma de eficiência de Pareto?
Ele publicou cerca de cem artigos em revistas e livros profissionais desde que concluiu sua formação. Ele foi editor associado de vários periódicos e proferiu várias palestras públicas. Sobre problemas de estratégia de preços, ele aconselhou o Departamento do Interior dos Estados Unidos e companhias de petróleo em licitações para arrendamentos offshore; o Electric Power Research Institute sobre preços de energia elétrica, projeto de sistemas de serviços prioritários, projeto de mercados de atacado, financiamento de pesquisa básica e análise de risco de perigos ambientais e mudanças climáticas; e o Xerox Palo Alto Research Center sobre preços de linhas de produtos em indústrias de alta tecnologia. Com Paul Milgrom, ele projetou para a Pacific Bell o leilão de licenças de espectro adotadas pela FCC e, posteriormente, trabalhou na equipe de estratégia de licitação e, posteriormente, em outras empresas. Ele também contribuiu para os projetos de troca de energia e leilões de serviços auxiliares na Califórnia e continuou a aconselhar EPRI, California Power Exchange, California, New England e Ontario System Operators, Canadian Competition Bureau, e Ministérios de Energia de diversos países, e outros envolvidos na concepção de leilões de eletricidade, transmissão de energia e gás e telecomunicações nos Estados Unidos e em outros lugares. Seus projetos de outros leilões foram adotados por empresas privadas. Ele tem sido uma testemunha especialista em questões antitruste e de valores mobiliários.
Ele também publicou um livro sobre preços não lineares (Oxford Press, 1993). É uma análise enciclopédica do projeto de tarifas e tópicos relacionados para serviços públicos, incluindo energia, comunicações e transporte. O livro ganhou o Prêmio Leo Melamed de 1995, um prêmio concedido semestralmente pela Universidade de Chicago pela "bolsa de estudo excepcional de um professor de negócios". Outras contribuições para a teoria dos jogos incluem barganhas e greves salariais e, em contextos jurídicos, negociações de acordos. Ele é o autor de alguns dos estudos básicos sobre os efeitos da reputação em preços predatórios, guerras de preços e outras batalhas competitivas.

## Honras
Desde que concluiu o bacharelado, o mestrado e o doutorado no Harvard College e na Harvard Business School, Wilson publicou cerca de 100 artigos em periódicos e livros profissionais, pelos quais recebeu muitas homenagens.

### Prémio de Ciências Económicas em Memória de Alfred Nobel
A Real Academia Sueca de Ciências explicou que escolheu Wilson e Paul Milgrom como co-recipientes do Prémio de Ciências Económicas em Memória de Alfred Nobel de 2020 "por melhorias na teoria do leilão e invenções de novos formatos de leilão".

### Filiações e prêmios
Ele é um membro eleito da Academia Nacional de Ciências, um "membro ilustre" designado da American Economic Association e um membro, ex-oficial e membro do Conselho da Sociedade de Economometria. Ele recebeu o título honorário de Doutor em Economia em 1986 pela Escola Norueguesa de Economia e Administração de Empresas. Em 1995, ele recebeu o título honorário de Doutor em Direito pela Universidade de Chicago. Em 2014, Wilson ganhou o Prêmio Ganso de Ouro por seu trabalho envolvendo design de leilão.
Ele ganhou o Prêmio Fundação BBVA Fronteiras do Conhecimento (2015) na categoria Economia, Finanças e Gestão por suas "contribuições pioneiras para a análise de interações estratégicas quando os agentes econômicos têm informações limitadas e diferentes sobre seu ambiente". Com os colegas David M. Kreps e Paul Milgrom, ele recebeu o Prêmio John J. Carty de 2018 pelo Avanço da Ciência.